# Bolette Søborg
Bolette Søborg (født 29. juli 1969 i Glostrup) er en dansk læge, uddannet cand.med i 1999 på Københavns Universitet, Ph.D. samme sted i 2010 og speciallæge i samfundsmedicin. Blev i 2013 udbrudsepidemiolog. Hun har været ansat i Sundhedsstyrelsen siden 2013, hvor hun blev overlæge for smitsomme sygdomme i 2016. Hun blev chef for enheden for beredskab og smitsomme sygdomme i Sundhedsstyrelsen i begyndelsen af 2021.